# Kümbet
 (novembre 2022).
Kümbet est un village turc situé dans le district de Şarkışla, lui-même situé dans la province de Sivas.

## Histoire
Le village est appelé subdivision Akçakışla de 1928.

## Géographie
Kümbet se situe à 80 km de Siva et à 35 km de Şarkış.

## Population
| 2007 | 35 |
| 2008 | 40 |
| 2009 | 40 |
| 2010 | 39 |
| 2011 | 34 |
| 2012 | 37 |
| 2013 | 48 |
| 2014 | 55 |
| 2015 | 48 |
| 2016 | 44 |
| 2017 | 39 |
| 2018 | 45 |
| 2019 | 50 |
| 2020 | 51 |
| 2021 | 51 |
| 2022 | 49 |
| 2023 | 46 |